# Acacia inceae
Acacia inceae é uma espécie de leguminosa do gênero Acacia, pertencente à família Fabaceae.